# Jonas Alarik
Lars Jonas Albert Alarik (* 25. Juli 1976 in Uppsala-Näs) ist ein schwedischer Kameramann.

## Karriere
Jonas Alarik absolvierte ein Studium an der Stockholms Filmskola. Nach mehreren Kurzfilmen debütierte er 2007 mit der von Martina Bigert inszenierten Komödie Allt om min buske als Kameramann für einen Langspielfilm. Seitdem war er in über 20 Film- und Fernsehproduktionen wie Mord im Mittsommer, Agent Hamilton – Im Interesse der Nation und Schnelles Geld als Kameramann verantwortlich. Für seine beiden Arbeiten an Korparna und Operation Schwarze Krabbe wurde er jeweils für die Beste Kamera für den nationalen schwedischen Filmpreis Guldbagge nominiert. Dabei wurde er für letzteren 2023 ausgezeichnet.

## Filmografie (Auswahl)
- 2006: Kronprinzessin (Kronprinsessan)
- 2007: Allt om min buske
- 2010: Mord im Mittsommer (Morden i Sandhamn, Fernsehserie, 3 Folgen)
- 2012: Agent Hamilton – Im Interesse der Nation (Hamilton – I nationens intresse)
- 2013: Ich gehöre keinem (Mig äger ingen)
- 2014: Conquering China
- 2017: Korparna
- 2019: Britt-Marie war hier (Britt-Marie var här)
- 2020: Kalifat (Fernsehserie)
- 2021: Schnelles Geld (Snaba Cash, Fernsehserie, 4 Folgen)
- 2022: Operation Schwarze Krabbe (Svart krabba)
- 2024: Quislings Siste Dager